# Maratona

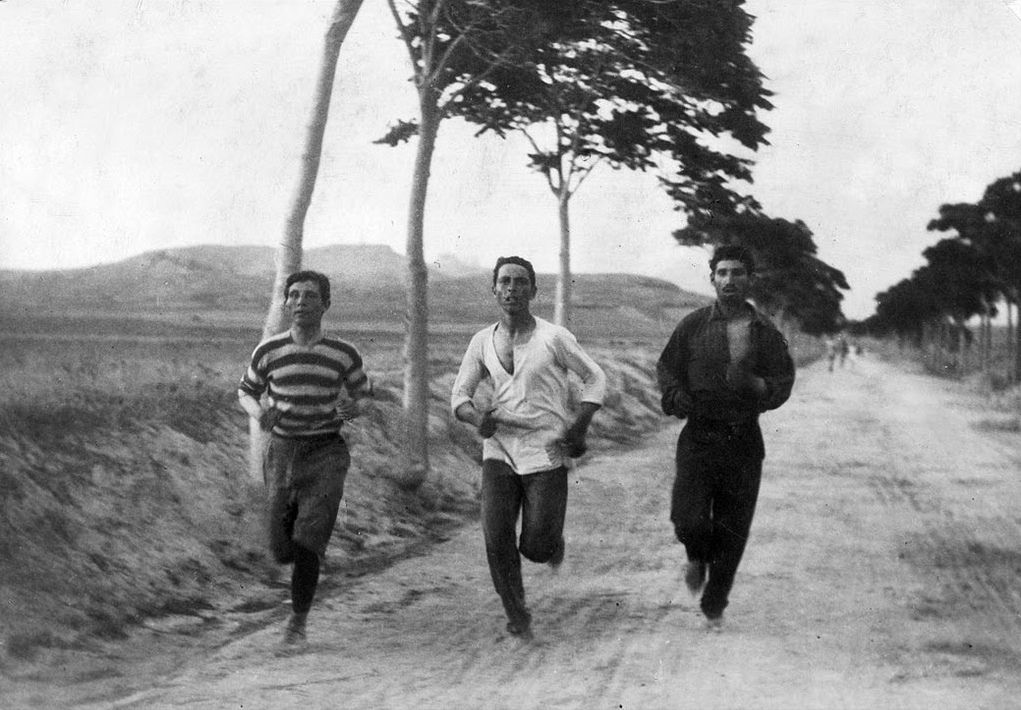
Maratonistas a caminho de Atenas nos Jogos de 1896.

Maratona é uma corrida realizada na distância oficial de 42,195 km, normalmente em ruas e estradas. Única modalidade esportiva que se originou de uma lenda, seu nome foi instituído como uma homenagem à antiga lenda grega do soldado ateniense Fidípides, um mensageiro do exército de Atenas, que teria corrido 42 km entre o campo de batalha de Maratona até Atenas para anunciar aos cidadãos da cidade a vitória dos exércitos atenienses contra os persas e morreu de exaustão após cumprir a missão.
Corridas de longa distância, entretanto, existem em documentos muito mais antigos e já eram disputadas séculos antes da civilização grega, no Antigo Egito. O faraó Taraca, da XXV dinastia, rei de Cuxe, e que viveu séculos antes dos acontecimentos entre atenienses e persas, instituiu uma corrida de longa distância para manter seus exércitos em alto preparo físico, numa distância aproximada de 100 km, o que nos dias de hoje é considerada uma ultramaratona. Esta corrida é hoje revivida no Egito com o nome de "Pharaonic 100km" e é disputada entre a pirâmide de Hawara, em Faium, e as pirâmides de Sacara, a sudoeste do Cairo. Mas foi a lenda do soldado grego que despertou a imaginação das gerações seguintes e a corrida e morte de Fidípedes, incorporada num popular poema de Robert Browning, no século XIX, que habitava a imaginação de Pierre de Coubertin quando decidiu reviver os Jogos Olímpicos no fim daquele século.
Uma das mais longas, desgastantes e difíceis provas do atletismo, a maratona é, ininterruptamente, uma prova olímpica desde a primeira edição dos Jogos Olímpicos, em Atenas 1896. Sua distância atual, percorrida pela primeira vez em Londres 1908, só se tornou oficial em 1921. Popularizada em fins do século XX como corrida de massa, mais de 500 maratonas são realizadas anualmente em todo mundo. Algumas delas são disputadas por apenas algumas dúzias de atletas enquanto outras podem comportar dezenas de milhares de participantes. No calendário olímpico a maratona é, tradicionalmente, o último evento dos Jogos Olímpicos.

## A maratona lendária
Reza a lenda que, no ano de 490 a.C., quando os soldados atenienses partiram para a planície de Marathónas para combater os persas na Primeira Guerra Médica, suas mulheres ficaram ansiosas pelo resultado porque os inimigos haviam jurado que, depois da batalha, marchariam sobre Atenas, violariam suas mulheres e sacrificariam seus filhos. Ao saberem dessa ameaça, os gregos deram ordem a suas esposas para, se não recebessem a notícia da sua vitória em 24 horas, matar seus filhos e, em seguida, suicidarem-se.
Os gregos ganharam a batalha, mas a luta levou mais tempo do que haviam pensado, de modo que temeram que elas executassem o plano. Para evitar isso, o general grego Milcíades ordenou a seu melhor corredor, o soldado e atleta Fidípedes, que corresse até Atenas, situada a cerca de 40 km dali, para levar a notícia. Fidípedes correu essa distância tão rapidamente quanto pôde e, ao chegar, conseguiu dizer apenas "vencemos", e caiu morto pelo esforço.
No entanto, Heródoto conta — no que é considerada por historiadores modernos como apenas uma versão romanceada — que, na realidade, Fidípedes foi enviado antes da batalha a Esparta e outras cidades gregas para pedir ajuda, e que tivera de correr duzentos e quarenta quilômetros em dois dias, voltando à batalha com os reforços necessários para vencer os persas. Só depois disso, teria corrido até Atenas para anunciar a vitória e então morrer pelo esforço.
Seja como for, cerca de 2 400 anos mais tarde, em 1896, quando da criação dos primeiros Jogos Olímpicos da Era Moderna, Fidípides foi homenageado com a criação dessa prova, cuja distância foi estipulada em cerca de 40 km — a distância aproximada de Maratona a Atenas — mas que desde 1921 tornou-se oficialmente de 42,195 km, depois de ser disputada nesta distância em Londres 1908.

## A maratona olímpica moderna
| Distância da maratona olímpica |                |
| Ano                            | Distância (km) |
| Atenas 1896                    | 40             |
| Paris 1900                     | 40,26          |
| St. Louis 1904                 | 40             |
| Londres 1908                   | 42,195         |
| Estocolmo 1912                 | 40,2           |
| Antuérpia 1920                 | 42,750         |
| Paris 1924 em diante           | 42,195         |

Quando os Jogos Olímpicos da Era Moderna tiveram início em 1896, seus criadores e organizadores procuravam por algum grande evento popular que relembrasse a antiga glória da Grécia. A ideia de organizar uma maratona veio de Michel Bréal, um amigo do barão Pierre de Coubertin, que queria que tal prova fizesse parte do evento inaugural, no que foi apoiado por Coubertin e pelos gregos.
Os organizadores gregos fizeram uma seletiva para a maratona olímpica, realizada em 10 de março de 1896, vencida por Charilaos Vasilakos em 3h18min (e onde o futuro primeiro campeão olímpico chegou em quinto). O vencedor da primeira maratona olímpica, disputada apenas um mês depois da seletiva grega, entre a planície de Maratona e o Estádio Panathinaiko, no centro de Atenas, foi o pastor de ovelhas e carregador de água grego Spiridon Louis, em 2h58m50s, a primeira marca oficial para esta prova.
As primeiras maratonas disputadas não tinham uma distância exata fixa, mas nos primeiros Jogos Olímpicos ela tinha cerca de 40 km de distância, aproximadamente a distância entre Maratona e Atenas pela rota mais plana. Em outros lugares, ela diferia para mais ou menos dependendo da rota traçada na região. Em 1907, os organizadores do Comitê Olímpico Internacional decidiram que nos Jogos seguintes, Londres 1908, ela deveria ter a extensão de 25 milhas ou 40 km. Com a largada marcada para ser em frente ao Castelo de Windsor e a linha de chegada em frente ao camarote real no Estádio Olímpico de White City, depois de uma volta inteira na pista de atletismo, o percurso inteiro mediu exatos 42,195 km. Disputada pela primeira vez nesta distância em Londres, acabou sendo assim oficializada em maio de 1921, pela Federação Internacional de Atletismo.

### Maratona feminina
Disputada ininterruptamente nos Jogos pelos mais de oitenta anos seguintes apenas como uma prova masculina — não se imaginava que as mulheres fossem capazes de correr tal distância — a maratona feminina foi introduzida em Los Angeles 1984, com a norte-americana Joan Benoit sendo a primeira campeã olímpica da história. A primeira maratona feminina oficialmente disputada sob a égide da IAAF foi a do Campeonato Europeu de Atletismo de 1982, corrida exatamente na cidade de Atenas onde tudo se originou, e vencida pela portuguesa Rosa Mota.
Até que isso acontecesse, as mulheres participaram extraoficialmente de diversas maratonas através das décadas, mostrando sua capacidade de correr a distância. A primeira mulher tida hoje como maratonista foi a francesa Marie-Louise Ledru, que em 1918 completou a Tour de Paris Marathon em 5h40m e chegou na 38ª colocação. Oficialmente, a IAAF reconhece a inglesa Violet Piercy como tal, que com sua marca extra-oficial de 3:40:22 na Polytechnic Marathon, entre Londres e Windsor, na Inglaterra de 1926, seria a primeira recordista mundial da distância para mulheres. Antes do reconhecimento da maratona como prova olímpica e prova oficial da IAAF, a norueguesa Grete Waitz quebrou por quatro vezes o recorde mundial.
O recorde olímpico da maratona pertence ao etíope Tamirat Tola, com a marca de 2:06:26 em Paris 2024. Entre as mulheres, ele é da holandesa Sifan Hassan, 2:22:55, conquistado também em Paris 2024.

## Popularização
A partir dos anos 1970, a maratona passou a ter uma popularidade como nunca havia conhecido antes, sendo a prova extenuante como é. O fenômeno, conhecido internacionalmente como "running boom", aconteceu depois da vitória do norte-americano Frank Shorter nos Jogos Olímpicos de Munique em 1972, o que causou uma febre pelas corridas de rua, pelo jogging recreativo e pela maratona em todos os Estados Unidos e de lá espalhou-se pelo mundo. Entre a primeira maratona olímpica em 1896 e a primeira maratona anual em 1897 — a Maratona de Boston — as duas disputadas por pouco mais de uma dezena de homens, e as mais de 550 maratonas existentes hoje no mundo, milhares de pessoas em boa condição física, homens e mulheres de todas as idades, passaram a tomar as ruas de cidades em todos os continentes correndo a prova. Em 2011, apenas nos Estados Unidos, cerca de 518 000 pessoas completaram uma maratona.

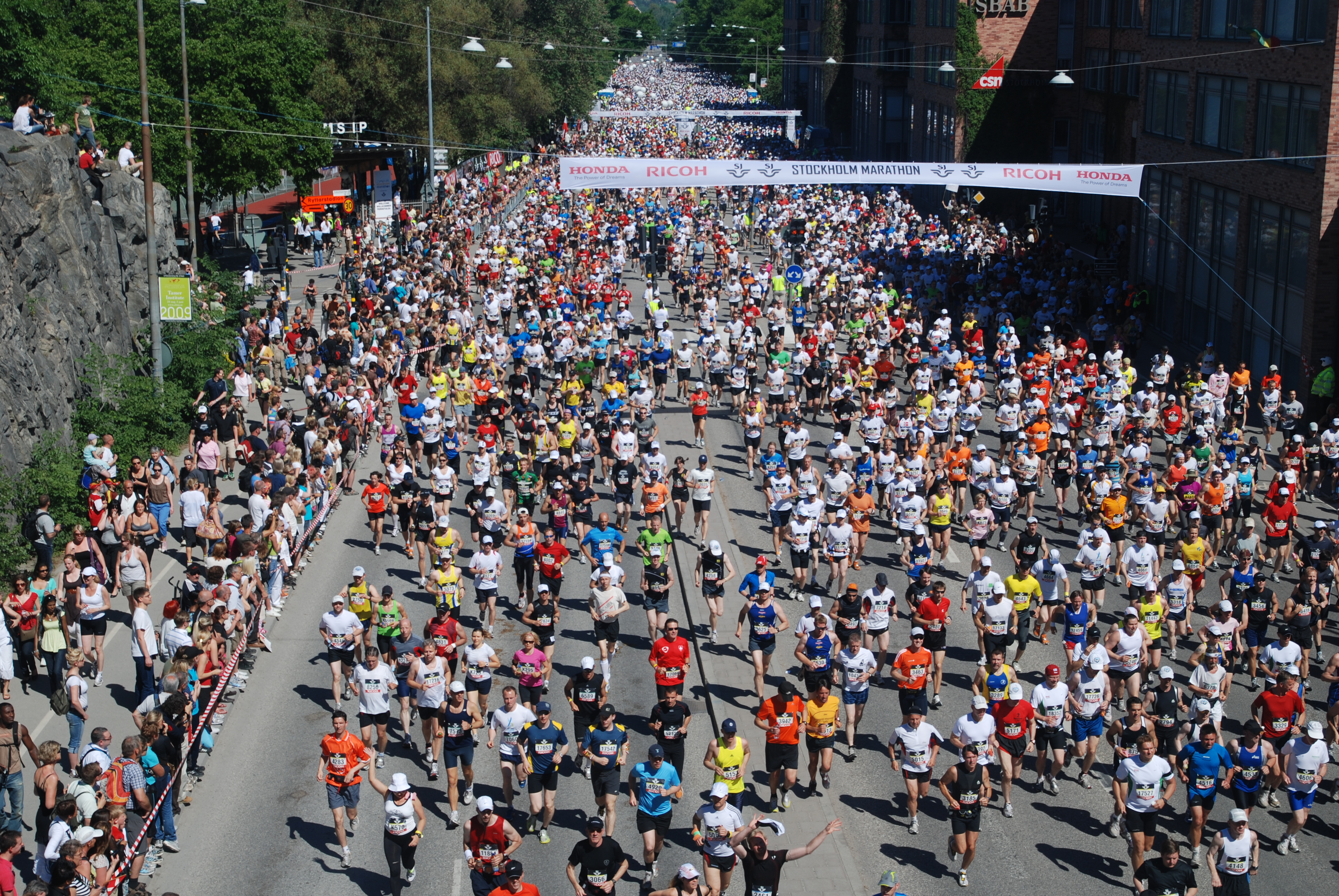
Largada da Maratona de Estocolmo, uma das maiores da Europa.

Muitas destas maratonas integram a Associação Internacional de Maratonas e Corridas de Rua (AIMS), que desde sua criação em 1982 cresceu o suficiente para hoje abrigar mais de 350 provas-membro em 98 países e territórios diferentes. Seis das mais populares e prestigiadas maratonas filiadas à associação formaram a World Marathon Majors, um grupo de provas especiais que criou um ranking bienal entre maratonistas de elite e premiam os principais atletas, homens e mulheres, com US$ 500 000 a cada ano. Fazem parte da WMM as maratonas de Boston, Nova York, Chicago, Londres, Berlim e Tóquio.
Além destas seis, algumas das mais populares e importantes maratonas pelo mundo são disputadas anualmente em Amsterdam, Rotterdam, Honolulu, Estocolmo, Seul, Fukuoka, Rio de Janeiro, São Paulo, Lisboa, Buenos Aires, Milão, Viena, Roma, Los Angeles, Hamburgo, Paris, Pequim, Frankfurt, Dublin, Casablanca e Sydney.
Algumas maratonas têm lados históricos ou pitorescos. A Maratona de Boston é a mais antiga, com sua primeira edição remontando a 1897. Na Europa, a Maratona de Košice, na Eslováquia, data de 1924, é das primeiras europeias. A britânica Polytechnic Marathon, a primeira a ser criada na Europa em 1909, foi extinta em 1996. A Maratona do Sol da Meia-Noite de Tromsø, na Noruega, corrida de noite debaixo de sol pelas características da região, cruza o Ártico no Paralelo 70 N e é a maratona mais ao norte do planeta certificada pela AIMS.
Algumas outras maratonas exóticas são a Great Wall Marathon, disputada sobre a Grande Muralha da China, a Great Tibetan Marathon, disputada a 3 500 m de altitude entre mosteiros budistas no norte da Índia e a Polar Circle Marathon, disputada inteiramente sobre o gelo da Groenlândia, a cada mês de outubro sob temperaturas de —10 °C. A Maratona de Istambul é a única no mundo onde os corredores atravessam dois continentes, Ásia e Europa, através de uma ponte sobre o Bósforo. A Maratona de Londres é disputada em dois hemisférios, ocidental e oriental, pois a cidade é cruzada pelo Meridiano de Greenwich, e o percurso da Detroit Free Press Marathon, nos Estados Unidos, cruza por duas vezes a fronteira entre o Canadá e os Estados Unidos.
A popularidade da maratona, transformada através dos anos em um evento de massa, fez com que, em algumas delas, o número de corredores inscritos seja tão grande que os organizadores foram obrigados a criar largadas em pontos e horários diferentes para a partida dos atletas. A Maratona de Nova York, por exemplo, teve em 2011 mais de 47 mil corredores cruzando a linha de chegada e a de Londres em 2013 mais de 34 mil. A 100.ª Maratona de Boston, em 1996, teve mais de 38 mil inscritos, então um recorde mundial.

## Regras da IAAF
A Federação Internacional de Atletismo (IAAF — International Association of Athletics Federations) estabelece que a distância oficial da maratona deva ser de exatos 42,195 km (42 mil 195 metros), com um adendo de 42 metros. Os fiscais oficiais e medidores de quilometragem destas provas acrescentam ao final mais um metro por quilômetro percorrido, para reduzir o risco de que alguma falha na medição produza uma distância final inferior à estipulada.
Para eventos sob a égide da IAAF é obrigatório que o percurso tenha marcações intercaladas da distância percorrida, de maneira a que os corredores tenham noção do ponto em que se encontram, e esses marcos devem ser a cada quilômetro. Não há menção ao uso de marcação em milhas, porém estas marcações são comuns em maratonas disputadas em países de língua inglesa, onde a milha é uma marca tradicional para distância e velocidade.
Os recordes conquistados, sejam eles mundiais, continentais ou nacionais, só são reconhecidos em provas que cumpram as regras da IAAF, que estabelecem que o percurso precisa ter uma distância máxima entre a partida e a chegada de 50% da distância total da prova — 42,195 km — e um desnível na topografia de no máximo 1/1000 da distância total. Foi por este motivo que a marca de 2:03:02 do queniano Geoffrey Mutai, estabelecida em Boston em 2011 e então a mais rápida da história, não foi reconhecida como recorde mundial pela entidade, já que o percurso daquela prova, uma maratona ponto-a-ponto entre duas cidades, tem uma distância largada-chegada superior à permitida, além de uma topografia em desnível de 150 m entre o início e o fim. A marca de Mutai foi reconhecida pela IAAF como "melhor marca mundial" mas não como recorde mundial. Nesta mesma edição de Boston, o norte-americano Ryan Hall também foi o primeiro não-africano na história a conseguir completar a distância em menos de 2h06m — marcou 2:04:58 — mas seu tempo também não é reconhecido como recorde norte-americano pela USA Track & Fields, o órgão máximo do atletismo nos EUA. As regras foram criadas para encorajar a disputa da maratona em percursos planos de ida e volta, parecidos entre si, e evitar novas provas com percursos criados apenas para produzir tempos rápidos, com muitas descidas e fatores meteorológicos favoráveis, como vento a favor. Ironicamente, isso atingiu em cheio a Maratona de Boston, que existe desde que Spiridon Louis era ainda um jovem, muito antes da criação da IAAF e é uma das mais tradicionais maratonas do mundo, com seu percurso testado através dos tempos pelos mais importantes e rápidos maratonistas da história.
Para grandes eventos reconhecidos pela IAAF, é costume ser mostrado o tempo dos principais corredores quando atingem a metade da prova e também a cada 5 km de distância percorrida; os maratonistas estão aptos a terem recordes mundiais reconhecidos para as distâncias não-olímpicas de 20 km e 30 km, caso estas marcas sejam conseguidas durante a disputa da maratona e a prova seja completada por eles.

## A prova

### Correndo a maratona
A grande maioria dos atletas que participam de uma maratona não a corre para vencer. O mais importante para os corredores amadores é correr contra si mesmo, conseguindo tempos mais rápidos a cada vez e uma melhor colocação em seu grupo de idade ou de sexo. Muitos tem como meta apenas conseguir completá-la. Estratégias para a prova incluem correr a distância toda em ritmos diferentes ou andar e correr alternadamente por todo o percurso. Em 2005, o tempo médio de uma maratona nos Estados Unidos era de 4:32:08 para os homens e 5:06:08 para as mulheres.

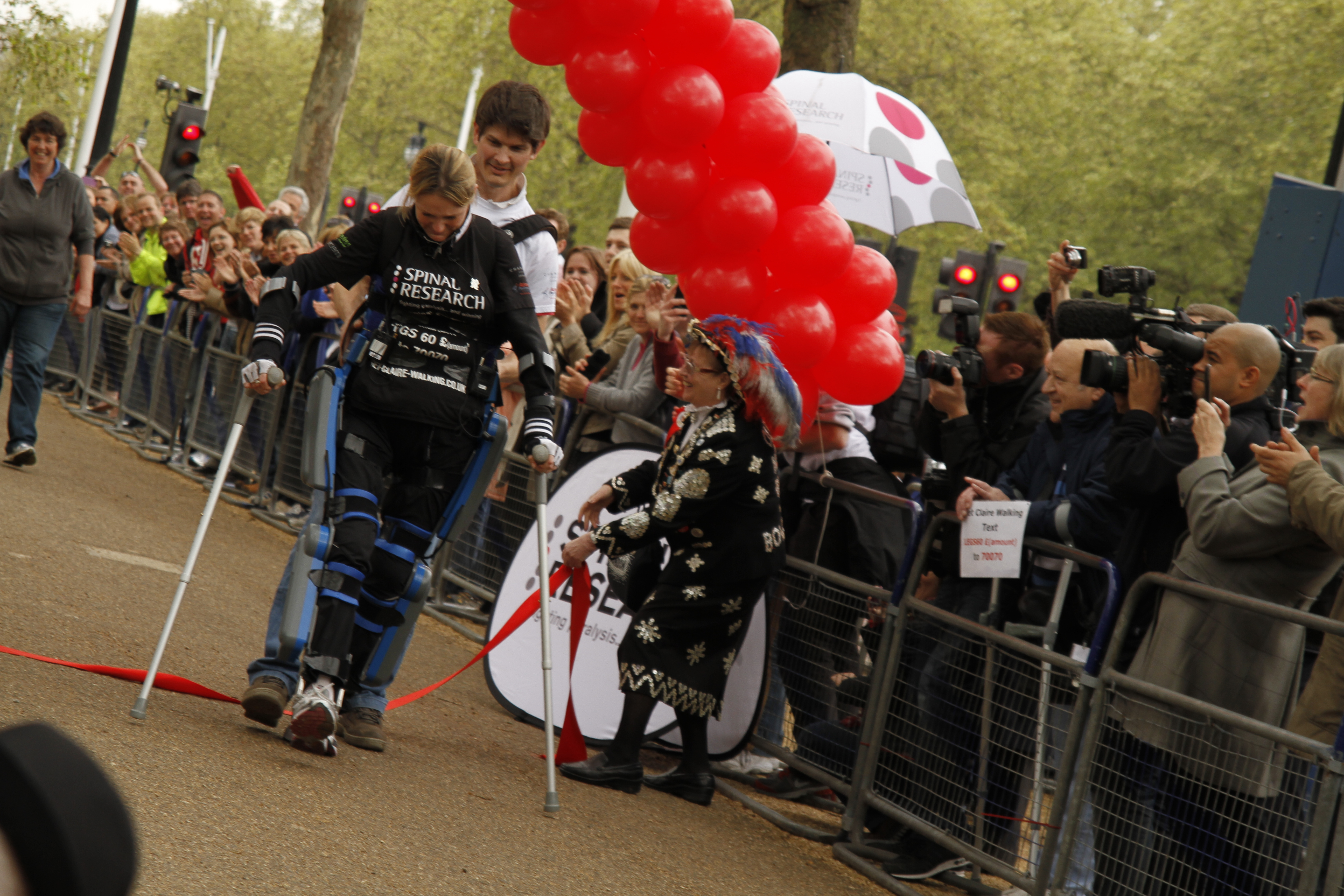
Claire Lomas completa a Maratona de Londres depois de dezessete dias de prova.

Um dos principais objetivos dos corredores é quebrar determinada barreira de tempo. Os mais lentos, almejam poder correr a prova em menos de 4 horas e os mais competitivos em menos de três horas, e todos treinam intensamente para isso. Outro objetivo importante é conseguir qualificação para disputar determinada maratona importante. A Maratona de Boston, por exemplo, tem uma exigência forte de tempos limites para grupos de idade e sexo, assim como a Maratona de Nova York, está menos exigente que a primeira.
Normalmente, o tempo máximo de duração de uma maratona de massas é de seis horas, após o qual o percurso é fechado aos corredores e aberto ao tráfego normal e os tempos dos corredores restantes deixam de ser oficialmente marcados. Em algumas delas, pode chegar a oito horas. Casos especiais acontecem, como o da paraplégica britânica Claire Lomas, que, na Maratona de Londres de 2012, ajudada por um novo fato robótico desenvolvido para manter eretas pessoas com incapacidade de movimento, completou a prova em dezessete dias, arrecadando fundos para caridade, e foi recebida na linha de chegada — mais de duas semanas depois da largada — por centenas de espectadores, fotógrafos, repórteres de jornal e televisão, organizadores da prova e teve nos últimos metros a escolta da Household Cavalry, unidade montada de elite do exército britânico.

### Treinamento
As corridas longas são parte importante no treinamento para correr uma maratona. Corredores amadores tendem a completar um máximo de 32 km em sua corrida longa de fim de semana, com um total de 70/80 km por semana de distância acumulada, quando treinando para uma maratona, mas existe grande variabilidade na prática e nas recomendações. Maratonistas mais experientes costumam correr distâncias mais longas durante a semana e mais de uma vez ao dia. A grande quantidade de quilômetros percorridos no treinamento semanal, pode trazer grande vantagem em resistência ao corredor, mas também traz o risco de contusões e lesões. A grande maioria dos maratonistas de elite chega a acumular cerca de 160 km semanais durante o treinamento.
Muitos programas de treino duram um mínimo de cinco a seis meses, com um aumento gradual da distância percorrida e, ao fim dele, para recuperação, um período pequeno de treinamento mais suave e reduzido às vésperas da prova. Para iniciantes querendo apenas completar a maratona, um período de treinos de quatro meses, com quatro corridas semanais, é o mais recomendado. Muitos técnicos recomendam um aumento semanal no acúmulo de distância de não mais de 10%. Também é frequentemente recomendado que se mantenha uma frequência consistente de corrida por algumas semanas, antes de iniciar o programa específico de treinamento para a maratona, a fim de acostumar o corpo ao estresse muscular e físico que esse treinamento irá proporcionar. O programa de treino pode ter variações entre treinos mais fortes e treinos mais leves. O último treino longo deve ser feito há pelo menos duas semanas do dia da prova. Muitos maratonistas também aumentam o consumo de carboidratos neste período, a fim de aumentar as reservas de glicogênio no organismo.

### Glicogênio e "O Muro"

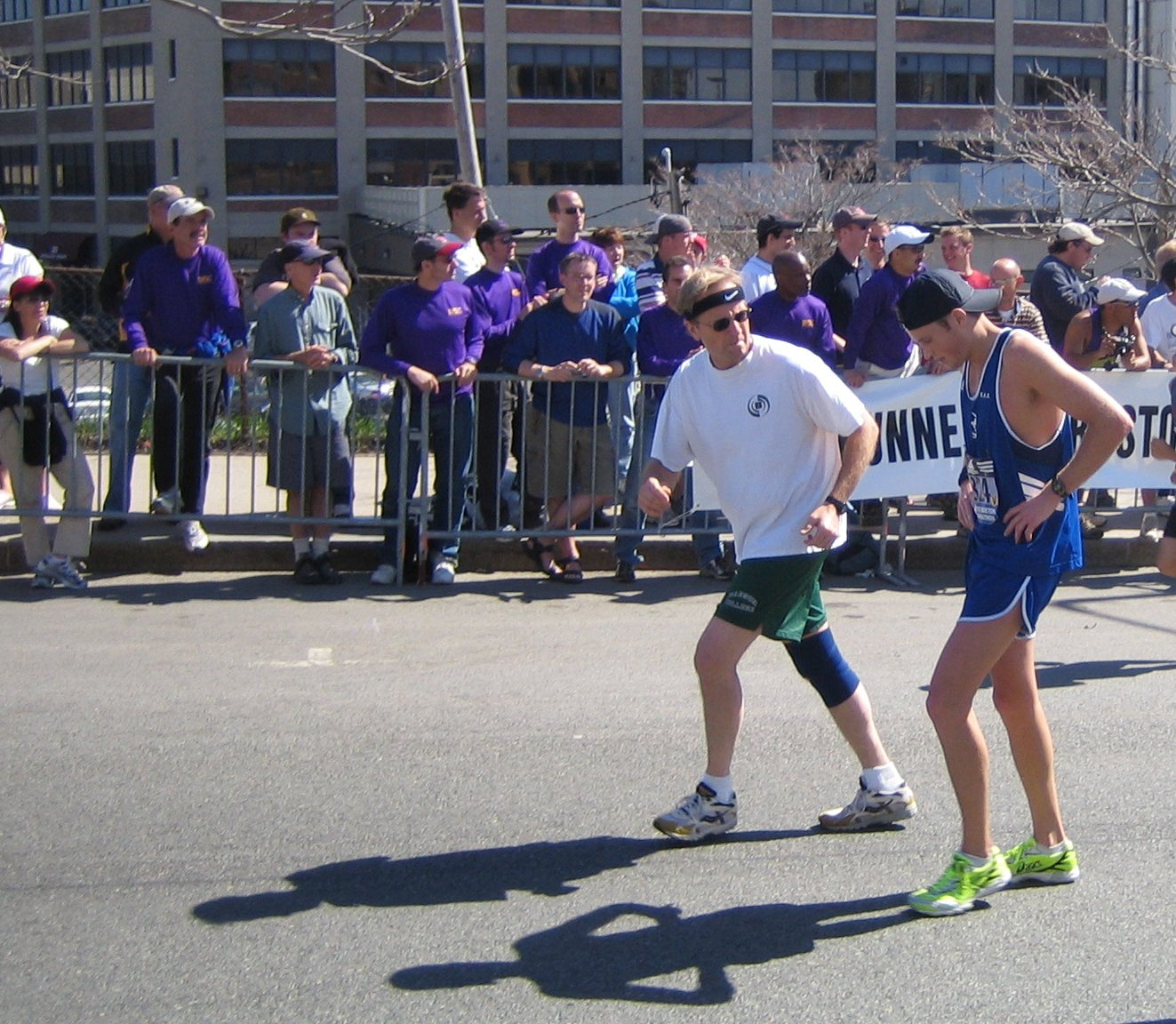
Maratonista "bate no muro" e recebe incentivo a menos de 2 km da linha de chegada na Maratona de Boston.

Os carboidratos que as pessoas consomem são convertidos pelo fígado e pelos músculos em glicogênio no organismo. Ele queima rapidamente para produzir energia. Corredores podem armazenar 8 joules ou 2 mil cal/kg (calorias por quilo) de glicogênio no corpo, o suficiente para cerca de 30 km de corrida. A partir desse ponto ela pode se tornar difícil. Quando o nível de glicogênio se torna baixo, o corpo começa a queimar energia da gordura existente, que não queima tão rápido quanto o glicogênio. Quando isto ocorre, o corredor começa a experimentar uma grande fadiga e "bate no muro", expressão usada no atletismo e no ciclismo que significa que o atleta encontra pela frente uma grande dificuldade — e muitas vezes, impossibilidade — de continuar a prova. Uma maneira de evitar ou retardar a chegada do "muro" na maratona, é maximizar o glicogênio disponível de maneira que a fadiga a partir dos 30 km não seja tão forte. Isto é conseguido utilizando uma grande quantidade de energia proveniente da gordura queimada mesmo durante os estágios iniciais da corrida, economizando o glicogênio.
Géis energéticos à base de carboidratos são usados pelos corredores para evitar ou reduzir os efeitos do "muro", já que eles proporcionam fácil digestão de energia durante a corrida. Eles precisam ser consumidos com alguma quantidade de água. As recomendações da frequência com que o corredor deve se abastecer de gel antes e durante a corrida variam de pessoa para pessoa. Alternativas ao gel incluem tipos de açúcar concentrados e alimentos ricos em carboidratos que podem ser facilmente digeridos. Muito atletas experimentam diversos tipos de suplementos de energia durante os treinos para descobrir qual lhes é mais útil.
É também importante evitar usar qualquer tipo de analgésico anti-inflamatório não-esteroide (por exemplo, aspirina, ibuprofeno, naproxeno), uma vez que estes fármacos podem mudar a forma como os rins regulam o fluxo de sangue no organismo e pode levar a graves problemas renais, especialmente em casos que envolvam desidratação de moderada a grave durante a prova.

## Riscos à saúde
Correr maratonas pode causar vários riscos físicos. Os treinos e a prova propriamente ditam colocam o atleta sob estresse físico e mental e, apesar de raras, mortes também podem acontecer durante uma prova. Contusões e lesões comuns que ocorrem são tendinites, fadiga muscular e óssea, entorses de joelhos e tornozelos, desidratação extrema (desequilíbrio eletrolítico), entre outras.
Um estudo publicado em 1996, descobriu que a possibilidade de um ataque cardíaco durante — ou até 24 horas depois — uma maratona, é da ordem de 1/50 000 em toda a carreira do atleta, caracterizado como um risco muito pequeno. Outro estudo médico feito em 2005 com sessenta corredores amadores, fez uma experiência no período de treinamentos e durante a maratona para procurar por certas proteínas que indicam danos cardíacos ou disfunção do coração depois de completarem a corrida e fez com cada um dos atletas um scanner de ultrassom, antes e depois da maratona. A amostra feita com os sessenta corredores revelou que atletas que fizeram menos de 56 km de distância em treinos semanais, estavam mais propensos a alguma disfunção cardíaca do que outros que fizeram mais de 72 km acumulados durante uma semana.

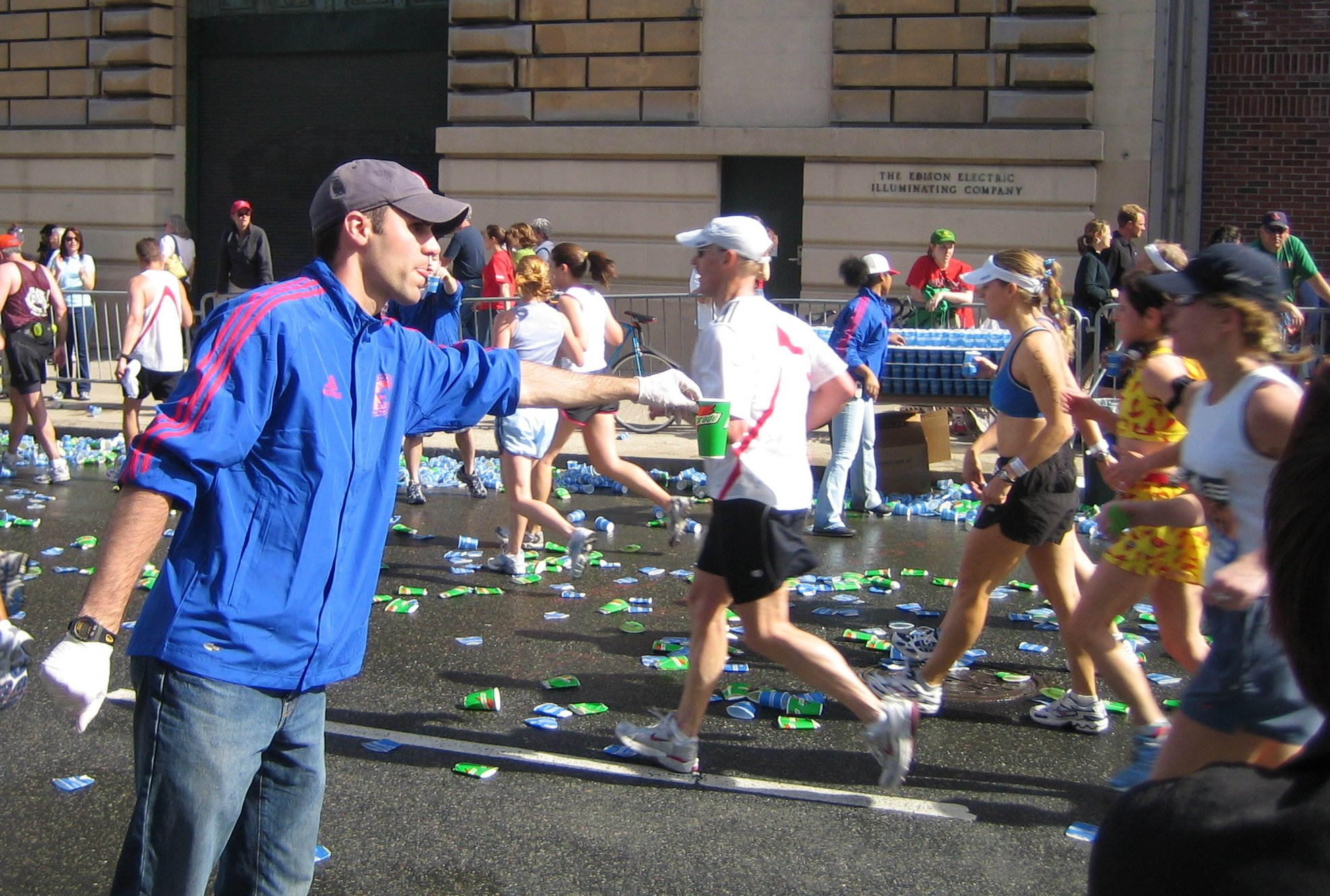
Voluntário entrega água aos corredores durante a maratona.

O mais novo estudo sobre consequências cardíacas provocadas pela maratona, feito em 2010, mostra que correr maratonas pode resultar na diminuição de função de mais da metade dos segmentos que compõem a câmara de bombeamento do coração, mas outras partes do órgão passam a substituir as afetadas. A recuperação completa de uma prova pode levar até três meses. Quanto mais saudável estiver o organismo, menores serão os efeitos no sistema cardíaco.
O consumo exagerado de líquido, beber quantidades excessivas de água ou demais fluidos durante a prova, pode levar a uma diluição do sódio no sangue, uma condição chamada hiponatremia, que causa vômitos, convulsões, desmaios, coma e até a morte. Como a hiponatremia é causada pela retenção excessiva de água e não apenas pela perda de sódio, o consumo anterior de bebidas esportivas energéticas ou de alimentos salgados não são garantia de prevenção contra a disfunção eletrolítica. De acordo com o Dr. Lewis G. Maharam, diretor-médico da Maratona de Nova York, "não há casos de mortes em corridas causadas por desidratação simples, mas há vários casos de pessoas morrendo por hiponatremia". Um estudo do New England Journal of Medicine feito com 766 atletas voluntários, demonstrou que 13% dos corredores que completaram a Maratona de Boston de 2002 tiveram hiponatremia.
A quantidade ideal de ingestão de líquido durante uma maratona depende do peso, sexo, do clima, do ritmo de corrida e da quantidade de transpiração, individual a cada pessoa. A um corredor que ao final da prova esteja sofrendo de hiponatremia, deve ser dado uma solução líquida concentrada salgada intravenosa, para aumentar rapidamente a concentração de sódio no sangue. Alguns corredores pesam a si mesmos antes da corrida e escrevem o peso nos números que levam no peito. Caso necessário, os responsáveis pelos primeiros socorros usam essa informação para saber se o paciente consumiu muita água.

### Pós-maratona
Correr uma maratona pode causar diversos problemas médicos posteriores, especialmente musculares, ósseos e dermatológicos. Dores musculares tardias pós-esforço são comuns na semana seguinte à prova. Vários tipos de exercícios leves e massagens localizadas são recomendados para aliviar as dores secundárias causadas pelo estresse muscular. Problemas dermatológicos geralmente incluem fissura do mamilo, hematomas e escurecimento nos dedos e unhas dos pés e bolhas. O sistema imunológico da pessoa é suprimido por um curto período de tempo. Mudanças na química do sangue podem levar os médicos a crer numa má-função coronária num primeiro exame.
Após longas corridas treinando para a maratona ou depois da participação nela, é recomendado consumir carboidratos para aumentar o estoque de glicogênio e proteínas para ajudar na recuperação muscular. Além disso, a imersão da metade inferior do corpo, durante aproximadamente 20 minutos, em água fria ou gelada, ajuda a forçar o sangue através da musculatura das pernas para acelerar a recuperação.

## Recordes e melhores marcas

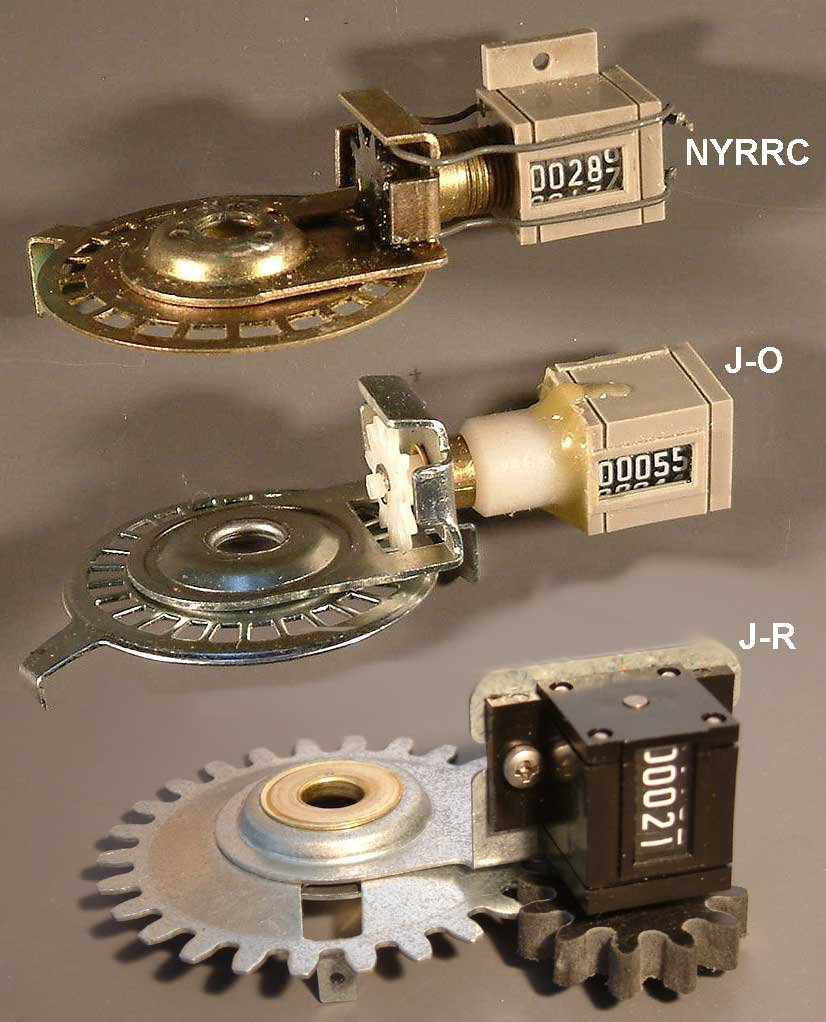
Três versões do JonasCounter, usado para a medição de distância nas maratonas.

Recordes mundiais para a maratona não eram oficialmente reconhecidos pela Federação Internacional de Atletismo (IAAF) até 1 de janeiro de 2004. Anteriormente, eles eram oficialmente designados como "melhor marca mundial". Para as marcas serem reconhecidas, o percurso onde são conquistadas devem atender às exigências da Federação. Normalmente, esses percursos são planos e de ida-e-volta. Os tempos mais rápidos acontecem em provas ao nível do mar, sem grandes ondulações, com temperaturas baixas, grandes prêmios em dinheiro e a ajuda de "coelhos", corredores contratados para dar um ritmo forte à prova até determinada distância previamente estipulada, levando os principais competidores a marcas intermediárias rápidas, e depois abandonarem a corrida.
As principais regras da IAAF para reconhecer um recorde mundial são:
- O percurso precisa ter exatos 42,195 km medidos com o aparelho de calibragem da quilometragem usado em bicicletas, conhecido como Jonas Counter.[52]
- A distância entre a largada e a chegada do percurso, medidas ao longo de uma linha reta teórica entre elas, não pode ser maior do que 50% da extensão da prova — no caso, 21 097,5 m, a distância exata de uma meia-maratona.
- O desnível topográfico entre a largada e a chegada não pode exceder a média de 1/1000, um metro por quilômetro (um máximo de 42 m).

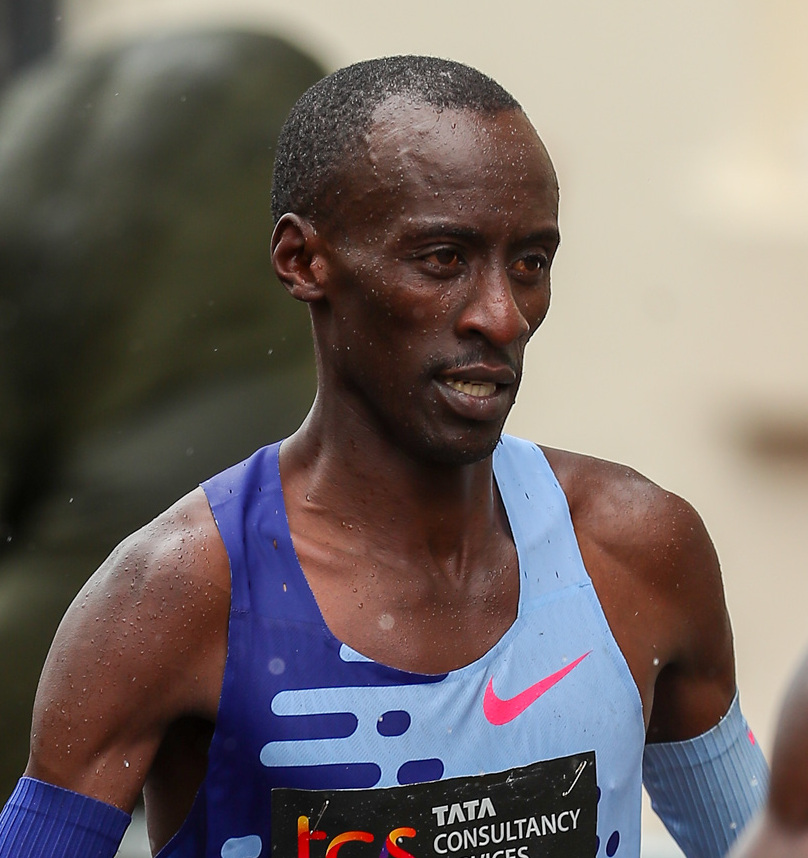
O queniano Kelvin Kiptum, já falecido, recordista mundial da maratona.

Estas regras criadas em 2004, inclusas numa série de determinações da IAAF sobre recordes de modalidades variadas, acabaram atingindo em cheio a mais popular e antiga maratona anual do mundo, a Maratona de Boston, existente desde 1897, muito antes da criação da IAAF. Por ser disputada ponto-a-ponto, entre duas cidades do estado de Massachusetts, Hopkinton e Boston (mais de 21 km entre a largada e a chegada) e ter um desnível em descida de cerca de 150 m ao final de toda sua extensão (mais de 42 m), a prova ficou de fora de qualquer reconhecimento oficial do órgão máximo do atletismo para recordes em seu percurso. Por causa disso, o queniano Geoffrey Mutai, que em abril de 2011 correu ali a maratona mais rápida até então conhecida — 2:03:02 — não foi oficialmente reconhecido como recordista mundial da maratona.
Este título pertence atualmente ao também queniano Kelvin Kiptum, com o tempo de 2:00:35 conquistado na Maratona de Chicago de 2023 ; Keptum faleceu aos 24 anos num acidente de automóvel no Quênia em fevereiro de 2024, cinco meses após estabelecer o recorde. Em maio de 2017, a Nike criou um evento chamado Breaking2 Race, na distância de uma maratona, no autódromo de Monza na Itália, para testar as possibilidades de seu novo sapato de corridas Nike Zoom Vaporfly Elite em busca de correr a maratona em menos de duas horas. O queniano Eliud Kipchoge, já então recordista mundial oficial e campeão olímpico na Rio 2016, que recebeu 1 milhão de dólares para participar e receberia mais outro se conseguisse o feito, correu a distância em 2:00:25, seguido pelo recordista mundial da meia-maratona Zersenay Tadese, da Eritreia, em 2:06:52. A marca, entretanto, produzida no que é chamada uma "corrida de laboratório" e com vários "coelhos" que se revezavam durante a prova puxando o ritmo alternadamente e não numa verdadeira maratona, não foi reconhecida como recorde mundial pela World Athletics. Kipchoge fez a mesma tentativa dois anos depois, em Viena, Áustria, no evento denominado Ineos 1:59 Challenge, num percurso especialmente preparado dentro de um grande parque, e, nas mesmas condições do evento anterior, puxado por "coelhos" — 41 foram usados em todo o percurso — que se revezavam durante o percurso, desta vez conseguiu quebrar a marca das duas horas, completando a distância em 1:59:40. Pelas condições atípicas em que a prova foi realizada, a World Athletics também não a reconhece como marca oficial ou recorde mundial, mas o reconhece como sendo o primeiro homem a correr a maratona em menos de duas horas.
Entre as mulheres, a recordista é a queniana  Ruth Chepngetich com o tempo de 2:09:56 conseguido na Maratona de Chicago de 2024. Chepngetich quebrou em quase dois minutos o recorde anterior – 2:11:53 – da etíope Tigst Assefa, de 2023, e se tornou a primeira mulher a correr a maratona em menos de duas horas e dez minutos.
A Maratona de Berlim, na Alemanha, é a maratona com maior número de recordes mundiais obtidos em seu percurso, treze, entre masculino e feminino. Na história da evolução dos recordes ou melhores marcas mundiais da maratona, dois lusófonos já escreveram seus nomes: o português Carlos Lopes — 2:07:12 — na Maratona de Rotterdam de 1985, também campeão olímpico da prova em Los Angeles 1984 e o brasileiro Ronaldo da Costa — 2:06:05 — na Maratona de Berlim de 1998.
Com sua popularização através dos anos, a maratona também registra hoje recordes excêntricos: o britânico-indiano Fauja Singh é o mais velho humano a completar uma maratona, o que fez aos 100 anos de idade na Maratona de Toronto de 2011, em 8:11:06; a também britânica Gladys Burrill foi a mais velha mulher maratonista, depois de completar a Maratona de Honolulu 2010 em 9:53, aos 92 anos de idade e 65 dias, em 31 de maio de 2015, a norte-americana Harriette Thompson com 92 anos e 65 dias, completou a maratona de San Diego em sete horas, 24 minutos e 36 segundos; o aventureiro Sir Ranulph Fiennes, foi o primeiro a completar sete maratonas nos cinco continentes num espaço de sete dias; o belga Stefaan Engels correu 365 maratonas — uma por dia — nos 365 dias do ano de 2010.

## Melhores marcas mundiais
As marcas abaixo são de acordo com a World Athletics.

### Homens
| Posição | Tempo   | Atleta          | País    | Data             | Local    |
| ------- | ------- | --------------- | ------- | ---------------- | -------- |
| 1       | 2:00:35 | Kelvin Kiptum   | Quénia  | 8 outubro 2023   | Chicago  |
| 2       | 2:01:09 | Eliud Kipchoge  | Quénia  | 25 setembro 2022 | Berlim   |
| 3       | 2:01:25 | Kelvin Kiptum   | Quénia  | 23 abril 2023    | Londres  |
| 4       | 2:01:39 | Eliud Kipchoge  | Quénia  | 16 setembro 2018 | Berlim   |
| 5       | 2:01:41 | Kenenisa Bekele | Etiópia | 29 setembro 2019 | Berlim   |
| 6       | 2:01:48 | Sisay Lemma     | Etiópia | 3 dezembro 2023  | Valência |
| 7       | 2:01:53 | Kelvin Kiptum   | Quénia  | 4 dezembro 2022  | Valência |
| 8       | 2:02:05 | Sabastian Sawe  | Quénia  | 1 dezembro 2024  | Valência |
| 9       | 2:02:16 | Benson Kipruto  | Quénia  | 3 março 2024     | Tóquio   |
| 10      | 2:02:27 | Sabastian Sawe  | Quénia  | 27 abril 2025    | Londres  |

- A marca de 2:00:25 de Eliud Kipchoge num evento teste da Nike em maio de 2017 no autódromo de Monza na Itália também não é reconhecida pela IAAF.[56][57] Em 12 de outubro de 2019, Kipchoge se tornou o primeiro homem a correr a maratona em menos de duas horas, em Viena, Áustria, num evento similar ao anterior da Nike, completando a distância em 1:59:40. Tanto a marca quanto o recorde mundial também não são reconhecidos oficialmente, mas a Federação Internacional o reconhece como sendo "o primeiro homem a correr a distância de 42,195 km da maratona em menos de duas horas".[58]

### Mulheres
| Posição | Tempo   | Atleta           | País          | Data             | Local    |
| ------- | ------- | ---------------- | ------------- | ---------------- | -------- |
| 1       | 2:09:56 | Ruth Chepngetich | Quénia        | 13 outubro 2024  | Chicago  |
| 2       | 2:11:53 | Tigst Assefa     | Etiópia       | 24 setembro 2023 | Berlim   |
| 3       | 2:13:44 | Sifan Hassan     | Países Baixos | 8 outubro 2023   | Chicago  |
| 4       | 2:14:04 | Brigid Kosgei    | Quénia        | 13 outubro 2019  | Chicago  |
| 5       | 2:14:18 | Ruth Chepngetich | Quénia        | 9 outubro 2022   | Chicago  |
| 6       | 2:14:58 | Amane Shankule   | Etiópia       | 4 dezembro 2022  | Valência |
| 7       | 2:15:25 | Paula Radcliffe  | Reino Unido   | 13 abril 2003    | Londres  |
| 8       | 2:15:37 | Tigst Assefa     | Etiópia       | 25 setembro 2022 | Berlim   |
| 8       | 2:15:37 | Ruth Chepngetich | Quénia        | 8 outubro 2023   | Chicago  |
| 10      | 2:15:50 | Tigst Assefa     | Etiópia       | 27 abril 2024    | Londres  |

## Melhores marcas olímpicas
As marcas abaixo são de acordo com o Comitê Olímpico Internacional — COI.

### Homens
| Posição | Tempo   | Atleta               | País        | Medalha | Local        |
| ------- | ------- | -------------------- | ----------- | ------- | ------------ |
| 1       | 2:06:26 | Tamirat Tola         | Etiópia     | ouro    | Paris 2024   |
| 2       | 2:06:32 | Samuel Wanjiru       | Quénia      | ouro    | Pequim 2008  |
| 3       | 2:06:47 | Bashir Abdi          | Bélgica     | prata   | Paris 2024   |
| 4       | 2:07:00 | Benson Kipruto       | Quénia      | bronze  | Paris 2024   |
| 5       | 2:07:16 | Jaouad Gharib        | Marrocos    | prata   | Pequim 2008  |
| 6       | 2:07:29 | Emile Cairess        | Reino Unido |         | Paris 2024   |
| 7       | 2:07:31 | Deresa Geleta        | Etiópia     |         | Paris 2024   |
| 8       | 2:07:32 | Akira Akasaki        | Japão       |         | Paris 2024   |
| 9       | 2:07:58 | Tebello Ramakongoana | Lesoto      |         | Paris 2024   |
| 10      | 2:08:01 | Stephen Kiprotich    | Uganda      | ouro    | Londres 2012 |

### Mulheres
| Posição | Tempo   | Atleta                    | País          | Medalha | Local        |
| ------- | ------- | ------------------------- | ------------- | ------- | ------------ |
| 1       | 2:22:55 | Sifan Hassan              | Países Baixos | ouro    | Paris 2024   |
| 2       | 2:22:58 | Tigst Assefa              | Etiópia       | prata   | Paris 2024   |
| 3       | 2:23:07 | Tiki Gelana               | Etiópia       | ouro    | Londres 2012 |
| 4       | 2:23:10 | Hellen Obiri              | Quénia        | bronze  | Paris 2024   |
| 5       | 2:23:12 | Priscah Jeptoo            | Quénia        | prata   | Londres 2012 |
| 6       | 2:23:14 | Naoko Takahashi           | Japão         | ouro    | Sydney 2000  |
| 6       | 2:23:14 | Sharon Lokedi             | Quénia        |         | Paris 2024   |
| 8       | 2:23:22 | Lidia Șimon               | Romênia       | prata   | Sydney 2000  |
| 9       | 2:23:29 | Tatyana Petrova Arkhipova | Rússia        | bronze  | Londres 2012 |
| 10      | 2:23:56 | Mary Keitany              | Quénia        |         | Londres 2012 |

## A maratona na lusofonia
Assim como no resto do mundo, a maratona também popularizou-se no mundo lusófono. Brasil e Portugal tem seus nomes escritos na história da maratona, com dois recordistas mundiais e um campeão olímpico. Ronaldo da Costa estabeleceu um recorde mundial em 1998 e Carlos Lopes foi campeão olímpico em 1984 e recordista mundial em 1985. Anualmente, diversas maratonas são disputadas nos países lusófonos, sendo as principais delas as maratonas de Porto e Lisboa em Portugal, e as maratonas do Rio de Janeiro, São Paulo, Porto Alegre e Curitiba no Brasil.
Os recordes nacionais da maratona nos países lusófonos são:

## Marcas da lusofonia
| País                | Masculino | Atleta            | Ano  | Local       | Feminino | Atleta               | Ano  | Local   |        |
| Brasil              | 2:04:51   | Daniel Nascimento | 2022 | Seul        | 2:29:17  | Adriana da Silva     | 2012 | Tóquio  | [ 70 ] |
| Portugal            | 2:06:36   | António Pinto     | 2000 | Londres     | 2:23:29  | Rosa Mota            | 1985 | Chicago | [ 71 ] |
| Angola              | 2:11:40   | João N'Tyamba     | 2001 | Berlim      | 3:48:29  | Cristina Saraiva     | 2014 | Porto   | [ 72 ] |
| Moçambique          | 2:16:42   | Flavio Sehohle    | 2022 | Durban      |          | sem registro         |      |         | [ 73 ] |
| Cabo Verde          | 2:18:47   | Ruben Sança       | 2011 | Roterdã     | 2:58:00  | Sónia Lopes          | 2003 | Padova  | [ 74 ] |
| Timor-Leste         | 2:26:46   | Romênio de Deus   | 2017 | Dili        | 3:03:53  | Agueda Fátima Amaral | 2003 | Hanói   | :629   |
| Guiné-Bissau        | 2:29:04   | Joaquim Moreira   | 1987 | Lisboa      |          | sem registro         |      |         | [ 76 ] |
| São Tomé e Príncipe | 2:38:32   | Mario Pitra       | 1980 | Brazzaville |          | sem registro         |      |         | :596   |